# Senkaku-eilanden

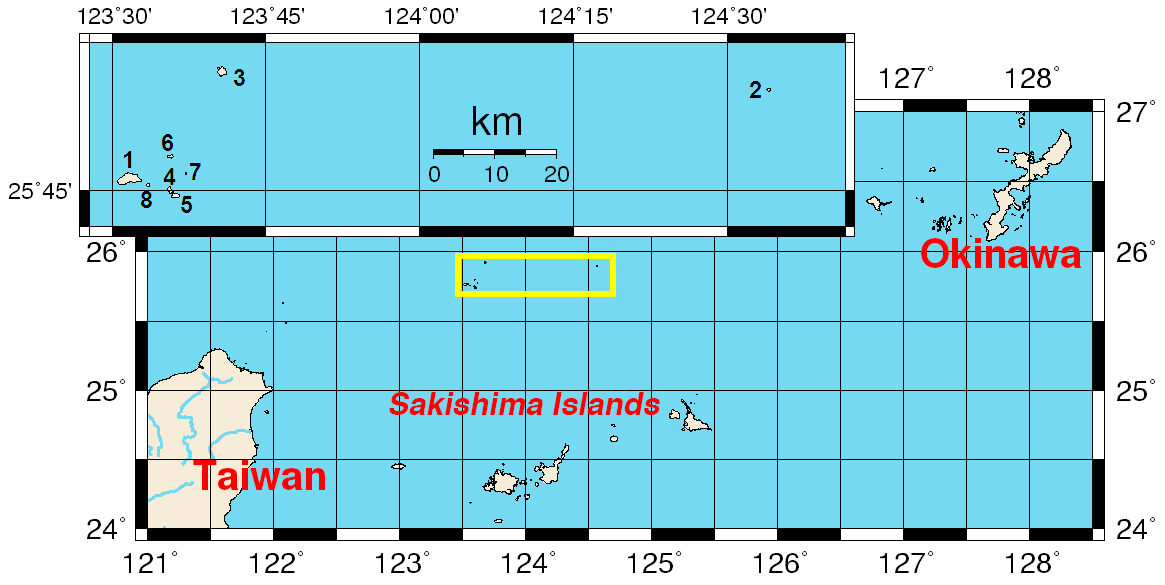
Locatie van de eilanden:
1. Uotsuri Shima/Diaoyu Dao.
2. Taisho tō/Chiwei Yu
3. Kuba Shima/Huangwei Yu
4. Kita Kojima/Bei Xiaodao
5. Minami Kojima/Nan Xiaodao
6. Okino Kitaiwa/Da Bei Xiaodao
7. Okino Minami-iwa/Da Nan Xiaodao
8. Tobise/Yan Jiaoyan of Fei Jiaoyan

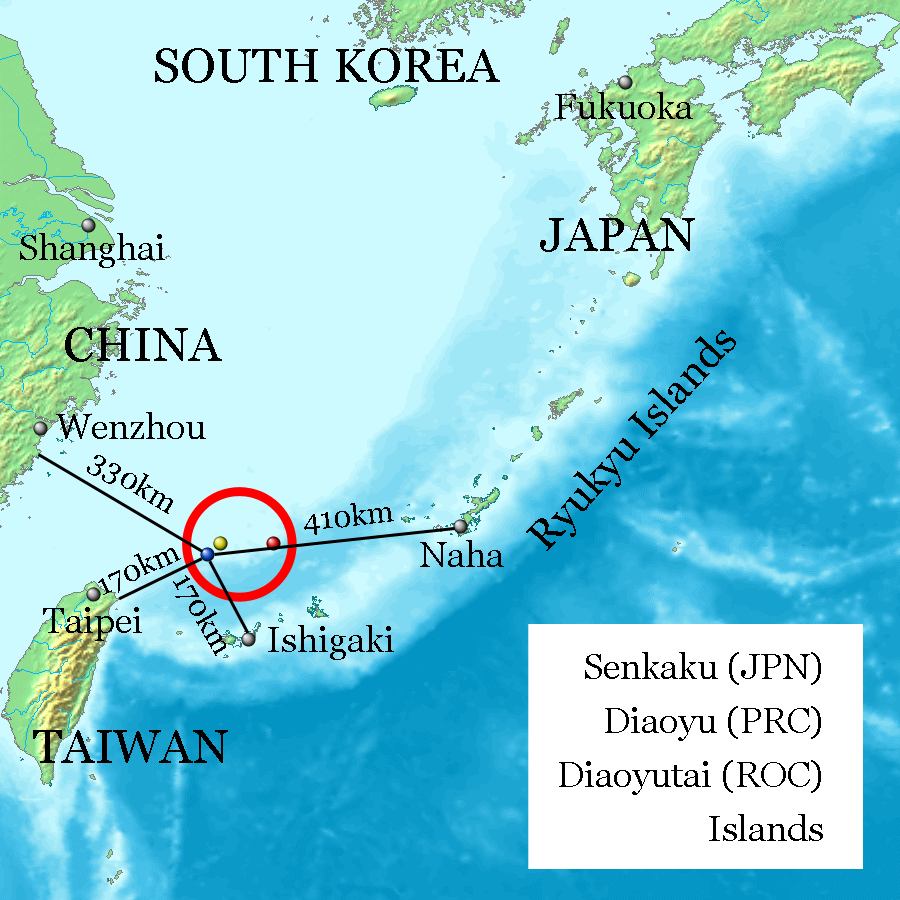
Ligging toen opzichte van Japan, Taiwan en de Volksrepubliek China

De Senkaku-eilanden (尖閣諸島, Senkaku Shotō), ook bekend als Diaoyu-eilanden (Vereenvoudigd Chinees: 钓鱼台群岛, Traditioneel Chinees: 釣魚台群島), zijn een groep van onbewoonde eilanden in de Oost-Chinese Zee. De eilanden staan als deel van de prefectuur Okinawa onder bestuur van Japan, maar ook de Volksrepubliek China en de Republiek China maken er aanspraak op. Alle eilanden hebben zowel een Japanse als Chinese naam.

## Benaming

### Diaoyutai-eilanden
De eerste gedocumenteerde naamgeving van de eilanden dateert van de Mingdynastie van China (14e-17e eeuw). Hierin worden de eilanden genoemd in boeken als Voyage with the Tail Wind (順風相送), Journey to Lew Chew (使琉球錄). Ook de keizerlijke kaart uit die tijd toont de eilanden onder de naam Diaoyudao-eilanden.

### Pinnacle-eilanden
In de 19e eeuw werden de eilanden in het Engels Pinnacle Islands of Pinnacle Group genoemd. Deze naam had aanvankelijk alleen betrekking op de rotsformaties bij de eilanden, en niet op het grootste eiland: Uotsuri Jima/Diaoyu Dao. Kuba Jima/Huangwei Yu en Taishō Jima/Chiwei Yu werden evenmin tot deze groep gerekend.
In recentere jaren wordt deze benaming in de Engelstalige wereld wel gebruikt voor de hele eilandengroep, als neutrale Engelstalige variant op "Diaoyu" en "Senkaku".

### Senkaku-eilanden
Eind 19e eeuw werden de namen Sentō Shosho (尖頭諸嶼) en Senkaku Shosho (尖閣諸嶼) gebruikt als vertalingen voor de naam "Pinnacle Islands". Uiteindelijk kwam de hele eilandengroep bekend te staan als Senkaku Rettō, wat later veranderde in Senkaku Shotō.

## Geografie

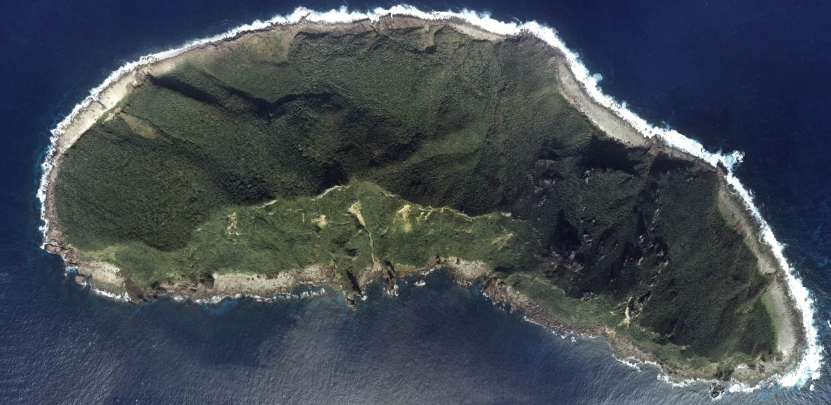
Luchtfoto van het eiland Uotsuri-Shima/Diaoyu-dao

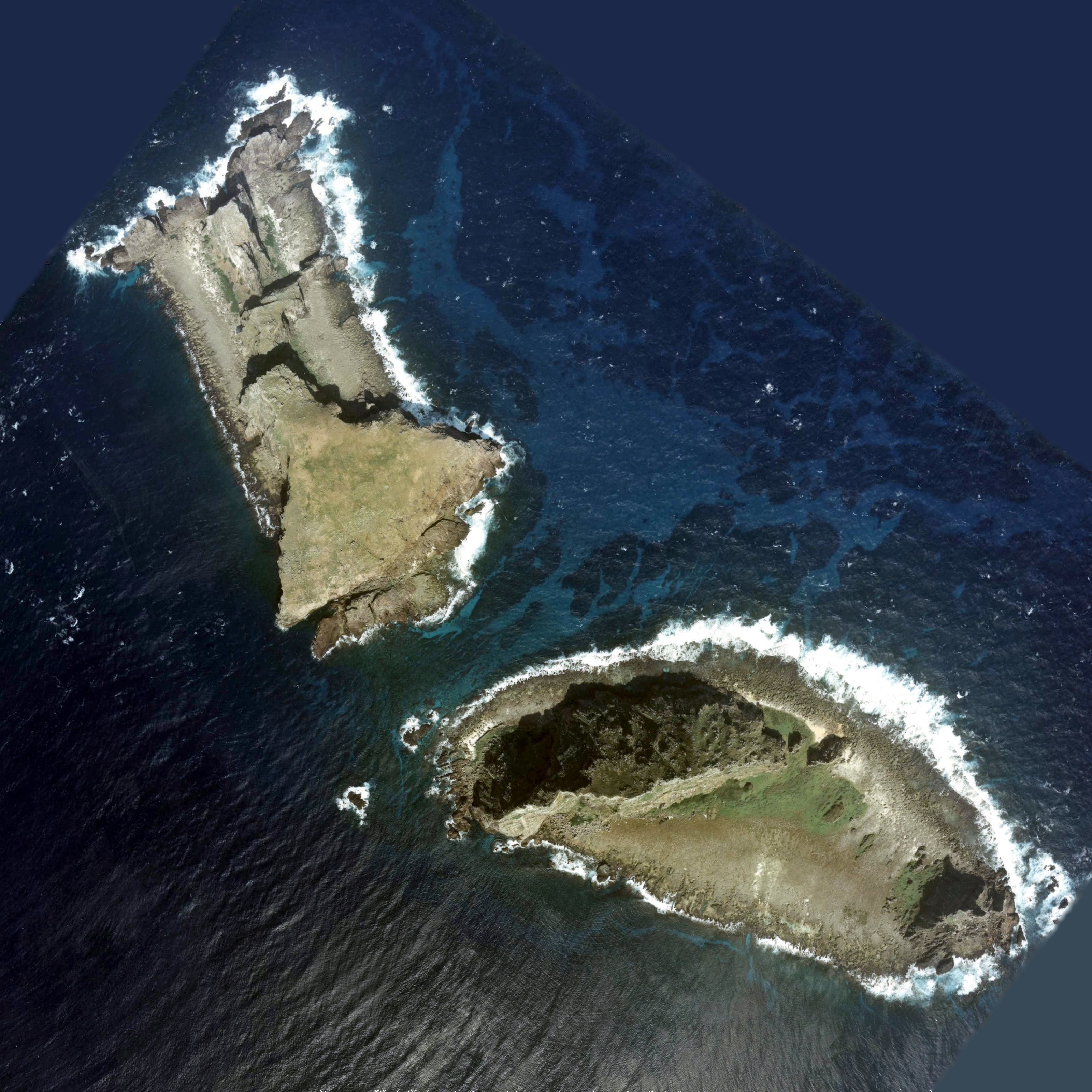
Kita Kojima/Bei Xiaodao en Minami Kojima/Nan Xiaodao

De groep bestaat uit vijf eilanden en drie grote rotsen. De eilanden hebben een totale oppervlakte van zeven vierkante kilometer. De groep bevindt zich op het continentaal plat van het vasteland van Azië. Ze worden gescheiden van de Riukiu-eilanden door een zeetrog.

### Eilanden
- Uotsuri Shima/Diaoyu Dao: Met een oppervlakte van 4,3 km² het grootste van de vijf eilanden. Het is met een top op 343 meter ook het hoogste eiland. Er leven diverse endemische soorten zoals de senkakumol (Nesoscaptor uchidai ook wel Mogera uchidai) en okinawa-kuro-oo-ari-mier, maar deze worden bedreigd door geiten die in 1978 naar het eiland werden gebracht en zich daar nadien hebben voortgeplant.
- Kuba Shima/Huangwei Yu: Met een oppervlakte van 1,08 km² en een maximale hoogte van 117 meter.
- Taishō tō/Chiwei Yu: Met een oppervlakte van 0,609 km² en een maximale hoogte van 75 meter. De US Navy gebruikte dit eiland als basis tijdens de Tweede Wereldoorlog.
- Kita Kojima/Bei Xiaodao: Het kleinste eiland met een oppervlakte van 0,31 km² en een maximale hoogte van 125 meter.
- Minami Kojima/Nan Xiaodao: Is 0,40 km² groot en maximaal 139 meter hoog.

### Rotsen
- Da Bei Xiaodao/Okino Kitaiwa
- Da Nan Xiaodao/Okino Minami-iwa
- Tobise/Yan Jiaoyan of Fei Jiaoyan

## Geschiedenis
Tijdens de Ming-dynastie werden de eilanden ontdekt op een zeereis naar de Riukiu-eilanden. Chinese vissers kwamen er naar toe om te vissen en het gebied rond de eilanden heeft nog steeds aantrekkelijke visgronden. De eilanden kwamen onder het bestuur van de Chinese provincie Fujian. In 1562 werden de eilanden gemarkeerd door de Ming-dynastie en in 1863 door de Qing-dynastie. In 1884 beweerde de Japanner Koga Chen Shiro de eilanden ontdekt te hebben en stelde hij voor om ze op te nemen tot het Japanse grondgebied. In 1885 zei de Japanse staatssecretaris Yamagata Aritomo dat de eilanden al gemarkeerd zijn door China. Volgens hem heeft China een waarschuwing gegeven aan Japan om de eilanden van China niet te bezetten en dus stelde hij voor om eerst na te gaan of er grondstoffen zijn op de eilanden voor de hermarkering van de eilanden.

## Onenigheid
De eilanden werden in januari 1895 geclaimd door Japan, en toegewezen aan het district Yaeyama. Het geschil om de eilanden begon mogelijk in 1968, toen twee Japanse wetenschappers kenbaar maakten dat er veel aardolie onder het continentaal plat onder de eilanden zou kunnen liggen.
De Verenigde Staten hebben de eilanden van 1945 tot 1972 bezet na hun terugtocht uit Japan. Het officiële Amerikaanse standpunt in het geschil tussen Japan, China en Taiwan is neutraal.
De eilanden zijn lange tijd in bezit geweest van de familie die er begin twintigste eeuw een visfabriek had. Van 2002 tot 2012 heeft het Japanse ministerie van Binnenlandse Zaken de eilanden Uotsuri, Minami-Kojima en Kita-Kojima gehuurd voor ¥25 miljoen per jaar totdat ze de eilanden in september 2012 uiteindelijk kocht voor ¥2,05 miljard. Het ministerie van Defensie huurt Kuba voor een geheim bedrag en Kuba wordt door de Amerikaanse luchtmacht gebruikt als oefenterrein voor bommenwerpers.
Op 19 augustus 2012 kwam een groep van circa 150 Japanse nationalisten bij de eilanden aan. Een twaalftal van hen ging aan land waar ze de vlag van Japan plantten en het Japanse volkslied zongen, hoewel de Japanse kustwacht hen had verzocht het eiland te verlaten. Enkele dagen eerder had Japan nabij de eilanden 14 Chinese activisten opgepakt.
Japan heeft sinds 2013 ook een visverdrag met Taiwan dat vissers uit beide landen toestaat er te vissen, zolang men niet op de onbewoonde eilanden zelf komt. In 2014 heeft Japan er echter nog een vuurtoren en werf gebouwd met Japanse vlaggen en emblemen. Vandaar dat de Japanse bouwsels ook weer op protest van Taiwanese activisten konden rekenen.
Het Chinese ministerie van Buitenlandse zaken laat recentelijk steeds luider merken zich assertiever op te stellen in het dispuut. In december 2015 heeft China voor het eerst bewapende marineschepen door de wateren nabij de eilanden laten varen.  